# Roberto Firmino
Roberto Firmino Barbosa de Oliveira (* 2. října 1991, Maceió, Brazílie), známý jako Roberto Firmino, je brazilský profesionální fotbalista, který hraje na pozici útočníka za saúdský klub Al Ahli a za brazilský národní tým.
Po zahájení kariéry v brazilském Figueirense v roce 2009 strávil čtyři a půl sezóny v Hoffenheimu. Jeho 16 gólů v 33 zápasech v sezóně 2013/14 mu vyneslo cenu pro průlomového hráče ligy. V červenci 2015 přestoupil do klubu anglické Premier League Liverpoolu. Jeho kreativita, úspěšnost střelby a míra práce mu v Liverpoolu vynesly pochvaly. Manažer Jürgen Klopp hovořil o Firminovi jako o „motoru“, který poháněl útočný systém klubu. V sezóně 2018/19 vyhrál s klubem Ligu mistrů UEFA a následující sezónu vyhrál Superpohár UEFA, Mistrovství světa klubů poté, co ve finále vstřelil vítězný gól, a Premier League, první ligový titul Liverpoolu za 30 let.
Firmino debutoval v Brazilské reprezentaci v listopadu 2014. Reprezentoval národ na Copě América 2015, na Mistrovství světa FIFA v roce 2018, a byl součástí brazilského týmu, který vyhrál Copu América 2019.

## Klubová kariéra

### Mládežnické kategorie
Firmino se narodil v Maceió v Alagoasu a připojil se k mládeži Figueirense v roce 2008 ve věku 17 let poté, co přestoupil z CRB. Firmino debutoval 24. října 2009, když se stal náhradníkem za Toninha v polovině zápasu proti Ponte Preta v zápasu Série B. V lednu 2010 se stal součásti základní sestavy.
Firmino vstřelil svůj první profesionální gól dne 8. května 2010 proti São Caetano. Během sezóny přispěl osmi góly v 36 zápasech, pomohl tak Figueirense k návratu do první brazilské ligy po 2 sezónách.

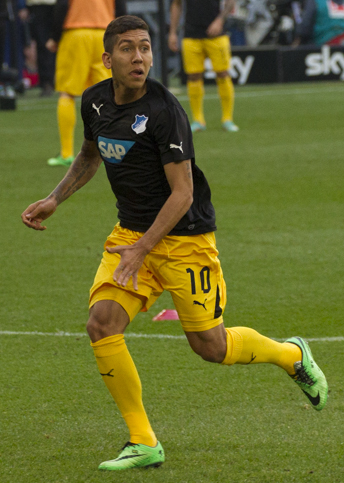
Firmino hrající za Hoffenheim (2014)

### Hoffenheim
Firmino přestoupil do Hoffenheimu v prosinci 2010, se smlouvou uzavřenou do června 2015. Formálně dorazil do Hoffenheimu dne 1. ledna 2011. [13] Poté manažer Hoffenheimu Ernst Tanner poznamenal, že „rádi podepsali brazilský talent“. O měsíc později debutoval v zápase Bundesligy proti Mainzu, kde se stal náhradníkem za Sebastiana Rudyho v 75 minutě. První gól v klubu vstřelil 16. dubna, jediný gól zápasu vstřelil proti Eintrachtu Frankfurt.
Na konci listopadu 2011 byl vyřazen z týmu prvního týmu spolu s Chinedu Obasi za pozdní příchody na trénink, chyběl při ligovém zápasu proti Bayeru Leverkusen. V této sezoně vstřelil další dva góly, proti Wolfsburgu a Borussii Mönchengladbach. V sezóně 2012/2013 nastoupil Firmino do 36 zápasů a vstřelil v nich sedm gólů.
V červenci 2013 ruský klub učinil Lokomotiv Moskva nabídku na Firmina ve výši 12 milionů eur. Kapitán Hoffenheimu Andreas Beck v srpnu 2013 označil vývoj formy Firmina za „vynikající“. Dne 27. března 2014 Firmino prodloužil smlouvu s klubem a podepsal tříleté prodloužení smluvy. Dokončil sezónu Bundesligy jako čtvrtý nejlepší střelec se 16 brankami, a byl jmenován ligovým průlomovým hráčem sezóny.

### Liverpool
Dne 23. června 2015, když Firmino hrál s Brazílii v Copě América, se Firmino dohodl s Hoffenheimem na podmínkách, které mu po skončení turnaje umožní převod do klubu, hrající anglickou Premier League, Liverpool, a za cenu ve výši 29 milionů liber. Liverpool potvrdil podepsání následující den, pod podmínkou lékařské prohlídky. Dohoda byla dokončena dne 4. července.

#### Sezóna 2015/16
Firmino debutoval v Liverpoolu v předsezonním přátelském zápase proti Swindon Town 2. srpna a jeho ligový debut přišel o týden později, když nahradil Jordona Ibeho na posledních 12 minut hry proti Stoke City. Dne 21. listopadu Firmino vstřelil svůj první gól za Liverpool při vítězství 4:1 nad Manchesterem City na Etihad Stadium. V lednu 2016 byl Paulem Littlem z časopisu Irish Examiner popsán Firmino jako „neustále se zlepšující během své první sezóny v Anglii“, i když neschopnost kombinovat se středním útočníkem Christianem Bentekem byla často kritizována.
V roce 2016 se však Firminova forma zlepšila, když jej manažer Jürgen Klopp postavil na pozici falešné devítky. Ten měsíc skóroval proti Arsenalu a Norwich City. Firmino byl v lednu zvolen nejlepším liverpoolským hráčem měsíce. Firmino sezónu zakončil jako nejlepší střelec Liverpoolu s deseti brankami.

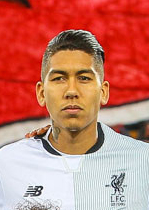
Firmino během utkání Ligy mistrů UEFA proti Spartaku Moskva (2017)

#### Sezóna 2016/17
Dne 23. srpna Firmino vstřelil svůj první gól sezóny 2016/17 ve druhém kole EFL Cupu při vítězství nad Burtonem Albion. Firmino vstřelil své první ligové góly sezóny při vítězství 4:1 nad Leicesterem City 10. září. 29. října Firmino skóroval v zápase proti Crystal Palace a 6. listopadu skóroval i proti Watfordu. Díky těmto výsledkům se Liverpool, poprvé, když je trénoval trenér Klopp, dostal na první místo anglické Premier League. Firmino sezónu zakončil s 12 góly ve 38 vystoupeních.

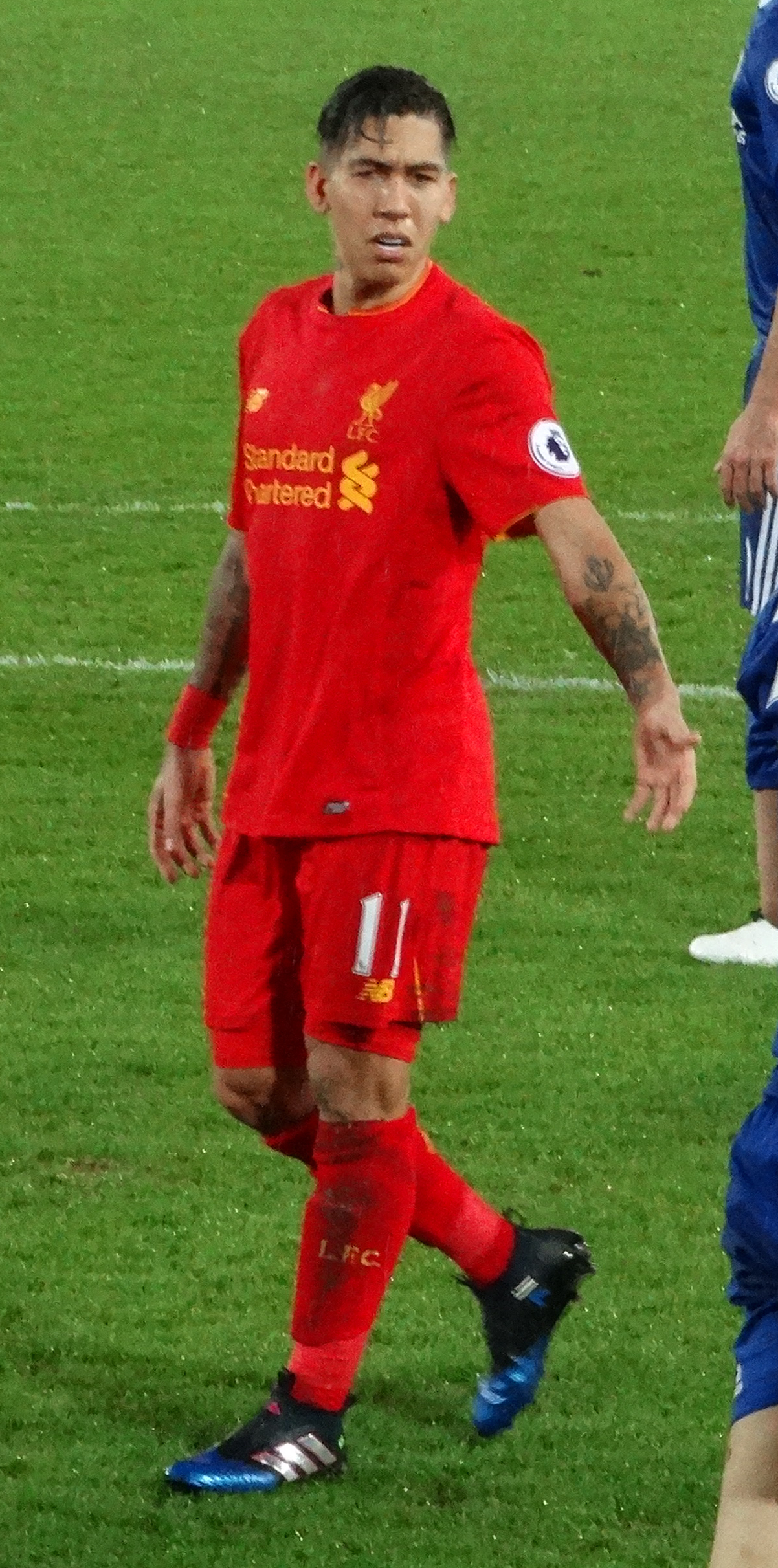
Firmino hrající za Liverpool v zápase Premier League proti Chelsea (2017)

#### Sezóna 2017/18
Před začátkem sezóny 2017/18 získal dres s číslem 9, když jeho číslo 11 převzal nově příchozí Mohamed Salah. Firmino vstřelil 12. srpna svůj první gól nové sezóny a srovnal tak skóre v zápasu proti Watfordu. 17. prosince skóroval při výhře 4:0 nad AFC Bournemouth; výsledek, díky kterému se stal Liverpool prvním týmem v historii Premier League, který vyhrál čtyři po sobě jdoucí venkovní zápasy nejméně o tři góly.
Dne 5. ledna 2018, během zápasu FA Cupu proti Evertonu, byl Firmino předmětem kontroverze po střetu s obráncem Masonem Holgatem. Holgate vtlačil Firmina do reklamních desek, po nichž následovala ostrá výměna slov, přičemž byl Holgate očividně urážen. Následující zápas, obvinil Holgate Firmina z rasového zneužívání, což brazilský útočník popřel. O den později zahájila The Football Association vyšetřování této záležitosti. Téměř o dva měsíce později, poté, co dostali prohlášení od 12 různých hráčů, několika rozhodčích a poradili se se dvěma portugalskými profesionálními odezírači, zbavila FA Firmina jakéhokoli trestu v důsledku „nedostatku důkazů“.
Během sezóny vytvořili Firmino, Mohamed Salah, Philippe Coutinho a Sadio Mané velice silnou útočnou čtveřici, nazvanou „Fab Four“, ve vztahu k rockové skupině The Beatles, která je také ze stejného města jako klub. V polovině sezóny odešel Coutinho do Barcelony, a tak byli tři zbývající hráči označování jako "Fab Three", přičemž na konci sezóny se tato trojice podílela u 91 gólů. Firmino byl Liverpoolovým nejlepším střelcem v Lize mistrů UEFA, společně se Salahem, s 11 brankami. Firmino byl také zařazen do nejlepší jedenáctky Ligy mistrů UEFA 2017/18. Sezóna 2017/18 byla pro něj tou nejplodnější v jeho kariéře; když ve všech soutěžích zaznamenal dohromady 27 gólů.

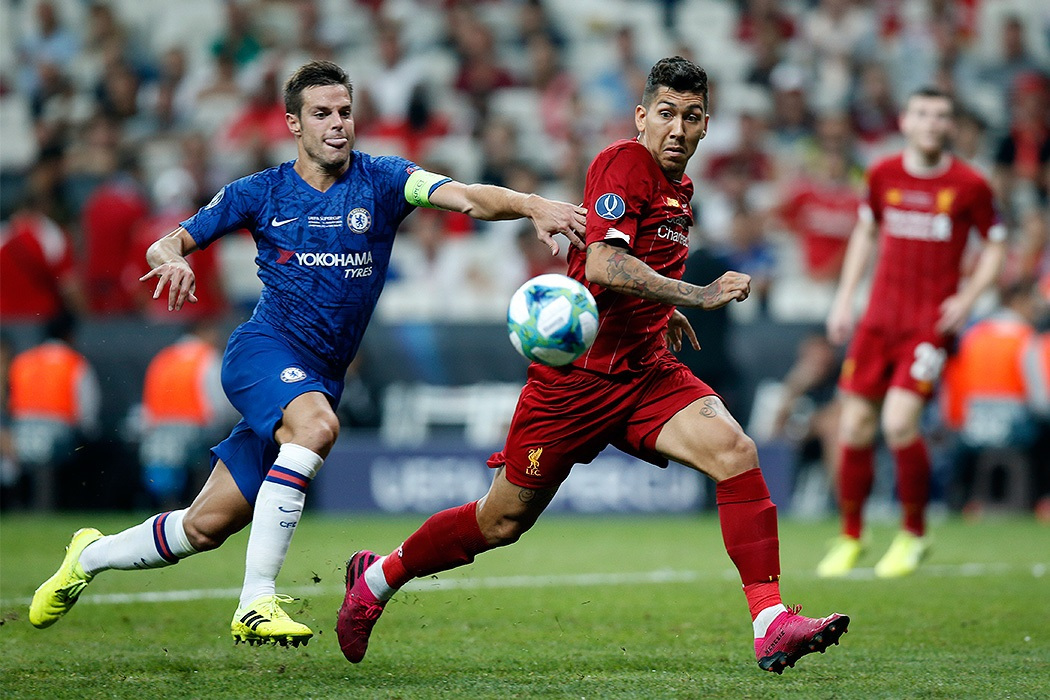
Firmino v průběhu Superpoháru UEFA 2019 proti Chelsea

#### Sezóna 2018/19
Poté, co neměl na kontě ani jeden gól po třech zápasech, které se hrály v srpnu, vstřelil Firmino svůj první gól sezóny při výhře 2:1 nad Leicesterem City 1. září. 15. září zajistil Liverpoolu další ligové vítězství nad Spurs, zápas však nedohrál kvůli poranění očí. [66] O tři dny později přišel z lavičky, aby vstřelil vítězný gól v nastavení v zápase Ligy mistrů proti Paris Saint-Germain na Anfieldu. [67] Dne 29. prosince Firmino vstřelil svůj první hattrick v Liverpoolu při vítězství 5:1 nad Arsenalem. 19. ledna 2019 vstřelil v 1000. gól Liverpoolu na Anfieldu v Premier League, když skóroval proti Crystal Palace.
1. června Firmino odehrál finále Ligy mistrů UEFA 2019 proti Tottenhamu, když se po zranění v posledních týdnech sezóny vrátil. Firmino odehrál 60 minut před tím, než byl nahrazen. Liverpool vyhrál zápas 2:0 a získal titul.

#### Sezóna 2019/20
Dne 14. srpna 2019 Firmino nahradil po poločase finále Superpoháru UEFA 2019 Alexe Oxlade-Chamberlaina proti Chelsea v zápase, který Liverpool vyhrál 5:4 na penalty. Hra skončila 2:2 po 120 minutách a Firmino asistoval u obou gólů Sadia Maného, pak proměnil taktéž první penaltu v penaltovém rozstřelu. 31. srpna 2019 se Firmino stal prvním brazilským hráčem, který v Premier League vstřelil 50 gólů, když obstaral dva góly při výhře 3:0 nad Burnley.
Na Mistrovství světa klubů v prosinci 2019 vstřelil vítězný gól v semifinále nad Monterrey. O tři dny později byl ve finále jmenován mužem zápasu poté, co vstřelil jediný gól zápasu proti Flamengu.

## Reprezentační kariéra

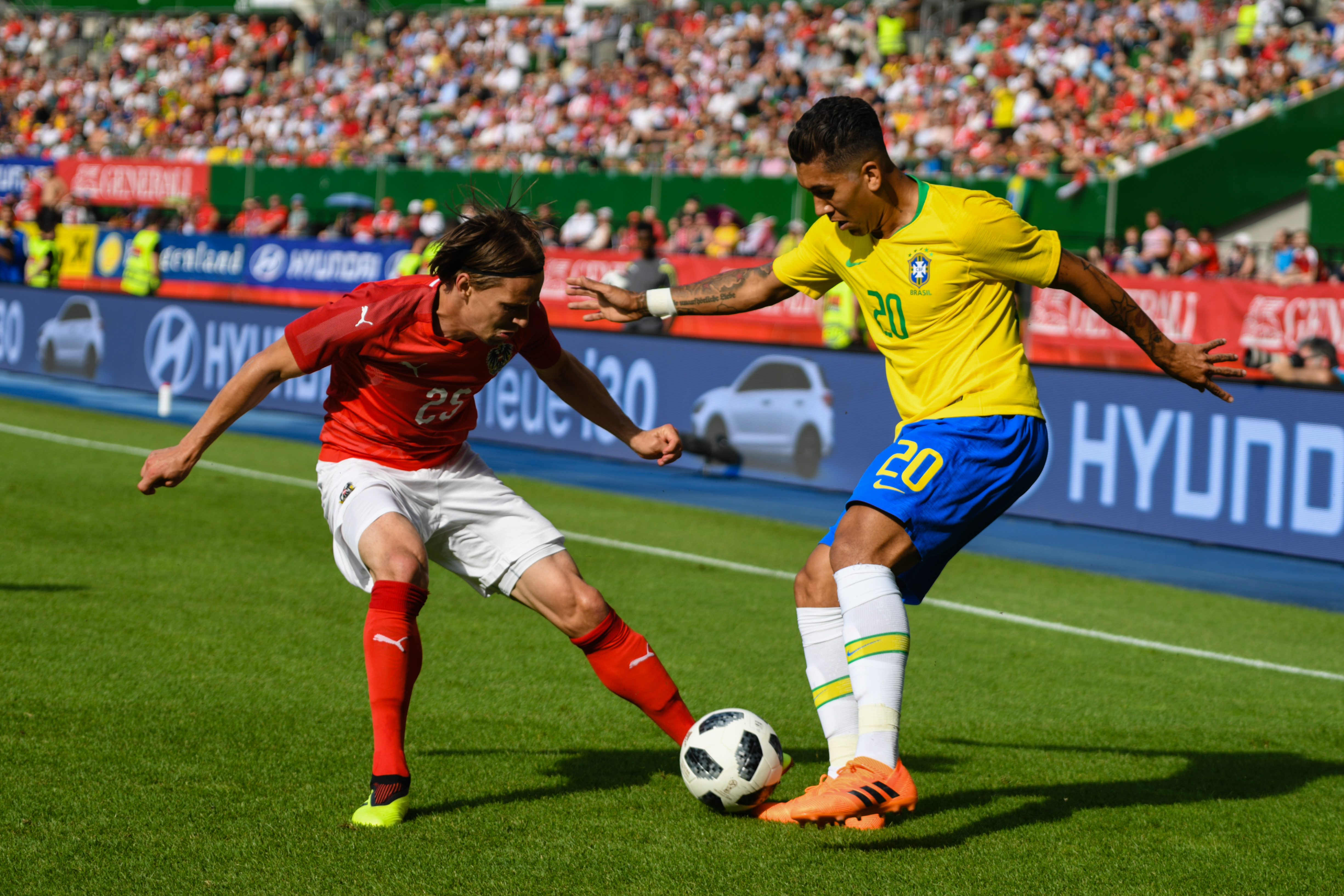
Firmino hrající proti Rakousku (2018)

Firmino řekl, že byl jeho sen hrát v národním týmu, i když neměl „kontakt s manažerem národního týmu Dungou“. Dne 23. října 2014 Firmino přijal první pozvánku do brazilského národního fotbalového týmu na přátelské zápasy proti Turecku a Rakousku. Komentoval: „Jsem z nominací velmi šťastný a zvláště bych rád poděkoval týmu“. Dne 12. listopadu debutoval při vítězství nad Tureckem 4:0, když na posledních 17 minut vystřídal Luize Adriana. Firmino vstřelil svůj první gól o šest dní později v zápase proti Rakousku.
V květnu 2015 byl Firmino zařazen do 23členné soupisky Brazílie, která se v roce 2015 účastnila Copy América v Chile. Dne 21. června skóroval proti Venezuele, čímž pomohl Kanárkům dostat se na první místo ve skupině.
V květnu 2018 byl jmenován do Titeho 23členného výběru na Mistrovství světa 2018 v Rusku. Dne 2. července vstřelil Firmino druhý gól Brazílie v zápase proti Mexiku v osmifinále.
V květnu 2019 byl Firmino zařazen do 23členného týmu Brazílie na Copu América v roce 2019. Firmino odehrál všech 90 minut finále, když Brazílie vyhrála 3:1 a získala tak svůj devátý titul z Copy América.

## Statistiky

### Klubové
K zápasu odehranému 26. července 2020
| Klub            | Sezóna  | Liga           | Liga   | Liga | Národní pohár | Národní pohár | Ligový pohár | Ligový pohár | Kontinentální poháry | Kontinentální poháry | Ostatní | Ostatní | Celkem | Celkem |
| Klub            | Sezóna  | Liga           | Zápasy | Góly | Zápasy        | Góly          | Zápasy       | Góly         | Zápasy               | Góly                 | Zápasy  | Góly    | Zápasy | Góly   |
| --------------- | ------- | -------------- | ------ | ---- | ------------- | ------------- | ------------ | ------------ | -------------------- | -------------------- | ------- | ------- | ------ | ------ |
| Figueirense     | 2009    | Série B        | 2      | 0    | —             | —             | —            | —            | —                    | —                    | —       | —       | 2      | 0      |
| Figueirense     | 2010    | Série B        | 36     | 8    | —             | —             | —            | —            | —                    | —                    | 15      | 4       | 51     | 12     |
| Figueirense     | Celkem  | Celkem         | 38     | 8    | —             | —             | —            | —            | —                    | —                    | 15      | 4       | 53     | 12     |
| 1899 Hoffenheim | 2010/11 | Bundesliga     | 11     | 3    | —             | —             | —            | —            | —                    | —                    | —       | —       | 11     | 3      |
| 1899 Hoffenheim | 2011/12 | Bundesliga     | 30     | 7    | 3             | 0             | —            | —            | —                    | —                    | —       | —       | 33     | 7      |
| 1899 Hoffenheim | 2012/13 | Bundesliga     | 33     | 5    | 1             | 0             | —            | —            | —                    | —                    | 2       | 2       | 36     | 7      |
| 1899 Hoffenheim | 2013/14 | Bundesliga     | 33     | 16   | 4             | 6             | —            | —            | —                    | —                    | —       | —       | 37     | 22     |
| 1899 Hoffenheim | 2014/15 | Bundesliga     | 33     | 7    | 3             | 3             | —            | —            | —                    | —                    | —       | —       | 36     | 10     |
| 1899 Hoffenheim | Celkem  | Celkem         | 140    | 38   | 11            | 9             | —            | —            | 0                    | 0                    | 2       | 2       | 153    | 49     |
| Liverpool       | 2015/16 | Premier League | 31     | 10   | 0             | 0             | 5            | 0            | 13                   | 1                    | —       | —       | 49     | 11     |
| Liverpool       | 2016/17 | Premier League | 35     | 11   | 2             | 0             | 4            | 1            | —                    | —                    | —       | —       | 41     | 12     |
| Liverpool       | 2017/18 | Premier League | 37     | 15   | 2             | 1             | 0            | 0            | 15                   | 11                   | —       | —       | 54     | 27     |
| Liverpool       | 2018/19 | Premier League | 34     | 12   | 1             | 0             | 1            | 0            | 12                   | 4                    | —       | —       | 48     | 16     |
| Liverpool       | 2019/20 | Premier League | 38     | 9    | 2             | 0             | 0            | 0            | 8                    | 1                    | 4       | 2       | 52     | 12     |
| Liverpool       | Celkem  | Celkem         | 175    | 57   | 7             | 1             | 10           | 1            | 48                   | 17                   | 4       | 2       | 244    | 78     |
| Celkem          | Celkem  | Celkem         | 353    | 103  | 18            | 10            | 10           | 1            | 48                   | 17                   | 21      | 8       | 450    | 139    |

### Reprezentační
K zápasu odehranému 19. listopadu 2019
| Reprezentace | Rok    | Zápasy | Góly |
| ------------ | ------ | ------ | ---- |
| Brazílie     | 2014   | 2      | 1    |
| Brazílie     | 2015   | 9      | 3    |
| Brazílie     | 2016   | 2      | 1    |
| Brazílie     | 2017   | 5      | 0    |
| Brazílie     | 2018   | 11     | 3    |
| Brazílie     | 2019   | 15     | 5    |
| Celkem       | Celkem | 44     | 13   |

K zápasu odehranému 19. listopadu 2019. Skóre a výsledky Brazílie jsou vždy zapisovány jako první
| Číslo | Datum              | Místo                                                    | Soupeř     | Skóre | Výsledek | Soutěž                                |
| ----- | ------------------ | -------------------------------------------------------- | ---------- | ----- | -------- | ------------------------------------- |
| 1     | 18. listopadu 2014 | Ernst-Happel-Stadion, Vídeň, Rakousko                    | Rakousko   | 2–1   | 2–1      | Přátelský zápas                       |
| 2     | 29. března 2015    | Emirates Stadium, Londýn, Anglie                         | Chile      | 1–0   | 1–0      | Přátelský zápas                       |
| 3     | 10. června 2015    | Estádio Beira-Rio, Porto Alegre, Brazílie                | Honduras   | 1–0   | 1–0      | Přátelský zápas                       |
| 4     | 21. června 2015    | Estadio Monumental David Arellano, Santiago, Chile       | Venezuela  | 2–0   | 2–1      | Copa América 2015                     |
| 5     | 6. října 2016      | Arena das Dunas, Natal, Brazílie                         | Bolívie    | 5–0   | 5–0      | Kvalifikace na Mistrovství světa 2018 |
| 6     | 3. června 2018     | Anfield, Liverpool, Anglie                               | Chorvatsko | 2–0   | 2–0      | Přátelský zápas                       |
| 7     | 2. července 2018   | Kosmos Arena, Samara, Rusko                              | Mexiko     | 2–0   | 2–0      | Mistrovství světa 2018                |
| 8     | 7. září 2018       | MetLife Stadium, East Rutherford, Spojené státy americké | USA        | 1–0   | 2–0      | Přátelský zápas                       |
| 9     | 26. března 2019    | Sinobo Stadium, Praha, Česko                             | Česko      | 1–1   | 3–1      | Přátelský zápas                       |
| 10    | 9. června 2019     | Estádio Beira-Rio, Porto Alegre, Brazílie                | Honduras   | 6–0   | 7–0      | Přátelský zápas                       |
| 11    | 22. června 2019    | Arena Corinthians, São Paulo, Brazílie                   | Peru       | 2–0   | 5–0      | Copa América 2019                     |
| 12    | 2. července 2019   | Estádio Mineirão, Belo Horizonte, Brazílie               | Argentina  | 2–0   | 2–0      | Copa América 2019                     |
| 13    | 10. října 2019     | Národní stadion, Kallang, Singapur                       | Senegal    | 1–0   | 1–1      | Přátelský zápas                       |

## Úspěchy
Liverpool
- Premier League: 2019/20[1]
- Liga mistrů UEFA: 2018/19
- Superpohár UEFA: 2019[2]
- Mistrovství světa ve fotbale klubů: 2019[3]

Brazílie
- Copa América: 2019[4]

Individuální
- Průlom sezóny Bundesligy: 2013/14[5]
- Hráč měsíce Premier League: Leden 2016[6]
- Hráč měsíce Premier League podle fanoušků: Leden 2016[7]
- Jedenáctka sezóny Ligy mistrů UEFA: 2017/18[8]
- Samba Gold: 2018